# RAI Vereniging
RAI Vereniging, Rijwiel- en Automobiel Industrie, is grootaandeelhouder van het internationaal bekende RAI Tentoonstellings- en Congrescentrum in Amsterdam. RAI Vereniging heeft 75 procent van de aandelen in het complex en de overige 25 procent is in handen van de gemeente Amsterdam. Deze samenwerking bestaat al sinds 1956.
De Vereniging is tegenwoordig een belangenorganisatie die zich namens haar leden, de fabrikanten en groothandels in de mobiliteitsbranche, als belangenvereniging opstelt richting overheid en maatschappelijke organisaties, en overige partijen in dezelfde branche.  RAI Vereniging verzorgt ook marktinformatie voor de pers en, in het verleden, ook reclamecampagnes (zoals 'Blij dat ik rij').

## Geschiedenis

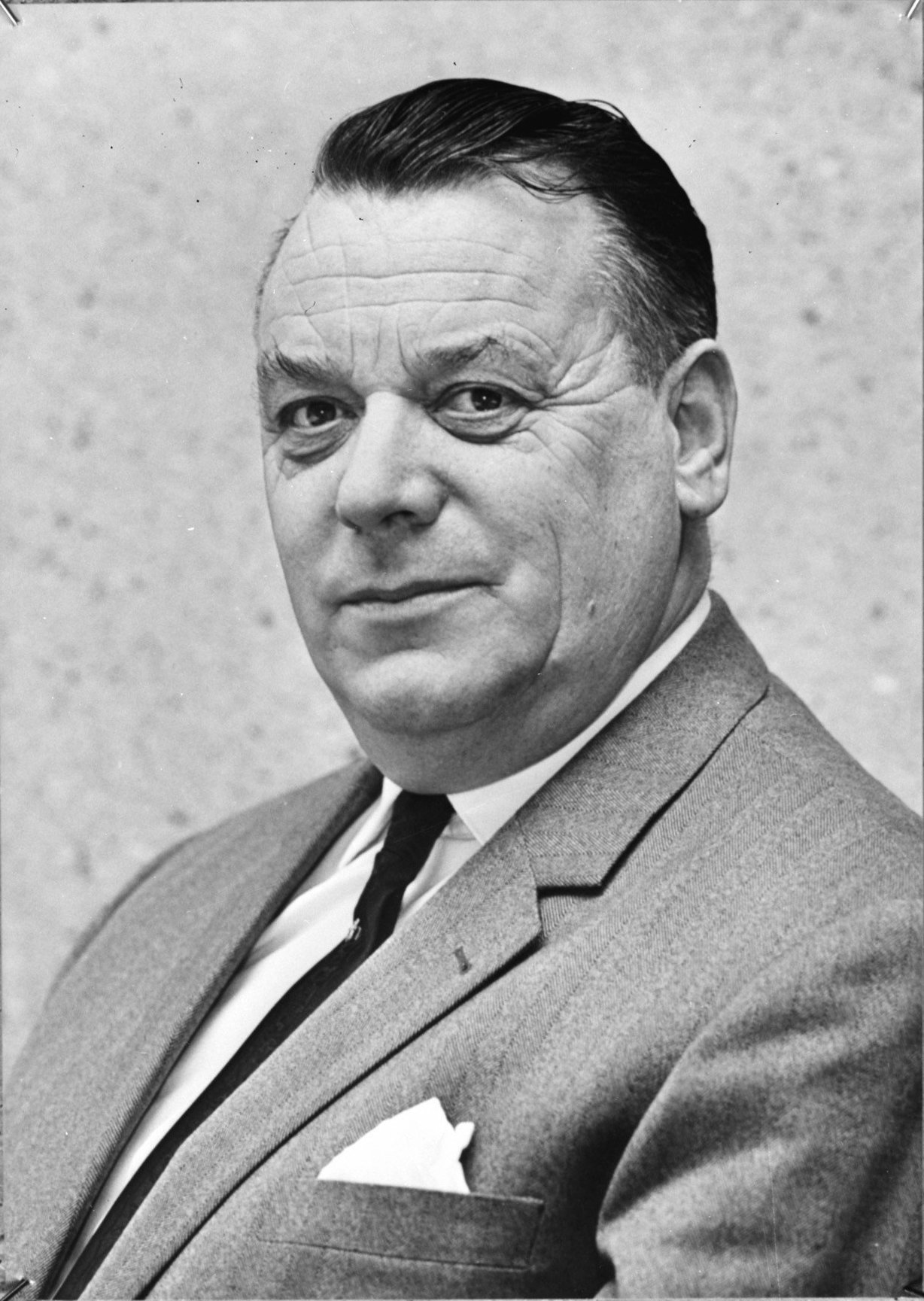
W. Smit voorzitter van de Nederlandse Vereniging "De Rijwiel en Automobiel Industrie" in 1969

In 1893 werd door rijwielfabrikanten de Vereniging 'De Rijwiel Industrie' (RI) opgericht. De RI wilde de wildgroei van rijwieltentoonstellingen tegengaan door het organiseren van één landelijke tentoonstelling per jaar. In 1900 kwam de automobielindustrie erbij en ook de letter A in RAI. In de loop van de jaren werd de gezamenlijke tentoonstelling opgesplitst in aparte jaarlijkse beurzen als de BedrijfsautoRAI, de FietsRAI en de CaravanRAI.
De vereniging is ook, zijdelings, betrokken bij evenementen die elders, onder andere via diverse regiovestigingen, worden georganiseerd. Zo heeft de RAI Groep een belang in het MECC Congrescentrum in Maastricht en zijn er participaties in Londen en ZuidOost Azië.